# 矮茶藨子
矮茶藨子（学名：Ribes triste）为虎耳草科茶藨子属下的一个种，分佈於北美中、北部和東北亞。

## 扩展阅读
- 維基物種上的相關：矮茶藨子